# Sanmao
Sanmao (xinès simplificat i tradicional: 三毛, pinyin: Sānmáo, literalment 'tres pèls') és un personatge de còmic xinès creat per Zhang Leping el 1935. És un dels personatges més longeus i coneguts del còmic xinès. Representa un xiquet orfe que viu en la pobresa, i a les seues historietes es caracteritzaven les diferents situacions socials de la societat xinesa contemporània. La pobresa del personatge es matisa a les adaptacions més recents. El còmic més reeixit, l'hivern de Sanmao, va vendre més de 10 milions d'exemplars i tingué una adaptació cinematogràfica el 1949. Un cop passat el guió per la censura del Guomindang es va començar a rodar el 1948 amb la direcció de Yan Gong i de Zhao Ming, però no es va poder acabar fins a la instauració de la República Popular el 1949, amb el títol de 三毛流浪記, que s'ha traduït a l'anglès de formes diverses: Wanderings of the Three-Hairs the Orphan, The Adventures of San Mao,A Orphan on the Streets, The Winter of Three-Hairs, The Adventures of San Mao the Walf. La pel·lícula va guanyar el Premi del Jurat al 12è Festival Internacional de Cinema de Figueira da Foz, a Portugal i el 14è Premi Internacional Sophoni de la Joventut a Itàlia.

També és un dels 100 llibres que cal llegir segons el Ministeri d'Educació de la República Popular de la Xina.
L'escriptora Chen Ping va posar-se el pseudònim Sanmao en el seu honor. Així mateix, a l'actor Sammo Hung se l'anomena així per una suposada semblança amb el personatge.
La sèrie comença a publicar-se el 1935, però seria interrompuda dos anys més tard per la invasió japonesa. A partir d'aquell moment Zhang Leping treballaria fent propaganda de guerra per al bàndol xinès i no reprendria la serialització de Sanmao fins 1945. La sèrie es publicaria a Shenbao i Ta Kung Pao. Influït per les idees comunistes i desencantat del govern de la República de la Xina, les historietes del segon període començaven amb Sanmao allistat a l'exèrcit del Guomindang, i més endavant evolucionarien a una temàtica més costumista.
Amb l'esclat de la Revolució Cultural el 1966, el seu autor és dels primers en ser assenyalats i el personatge deixa de publicar-se novament, reprenent-se per tercera vegada a partir de la dècada del 1970, sempre adaptat a la realitat del moment.
El 2015, l'edició francesa de San Mao le petit vagabond, publicada per Xu Gefei, guanyà el premi Patrimoni del 42 Festival del Còmic d'Angulema. El fill de Leping agraí el guardó en nom de son pare, mort el 1992. El 2018, la Fira del Llibre Infantil de Bolonya li atorgà el guardó especial Silent Book Contest a la millor publicació d'humor sense paraules: